# Haematopota monticola
Haematopota monticola är en tvåvingeart som först beskrevs av Philip 1959.  Haematopota monticola ingår i släktet Haematopota och familjen bromsar. Inga underarter finns listade i Catalogue of Life.